# Pettstadt
Pettstadt este o comună aflată în districtul Bamberg, landul Bavaria, Germania.

## Galerie de imagini

Pettstadt
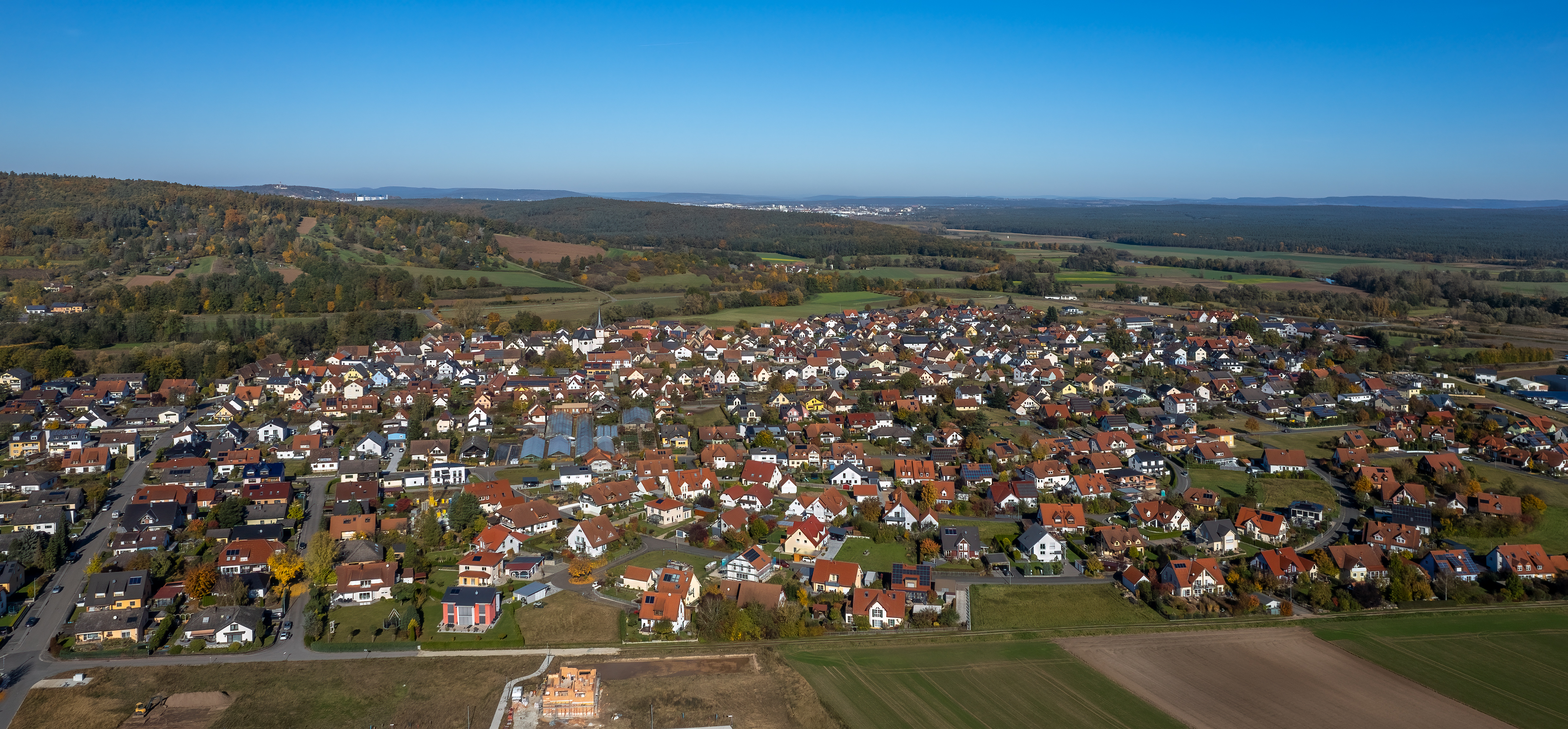
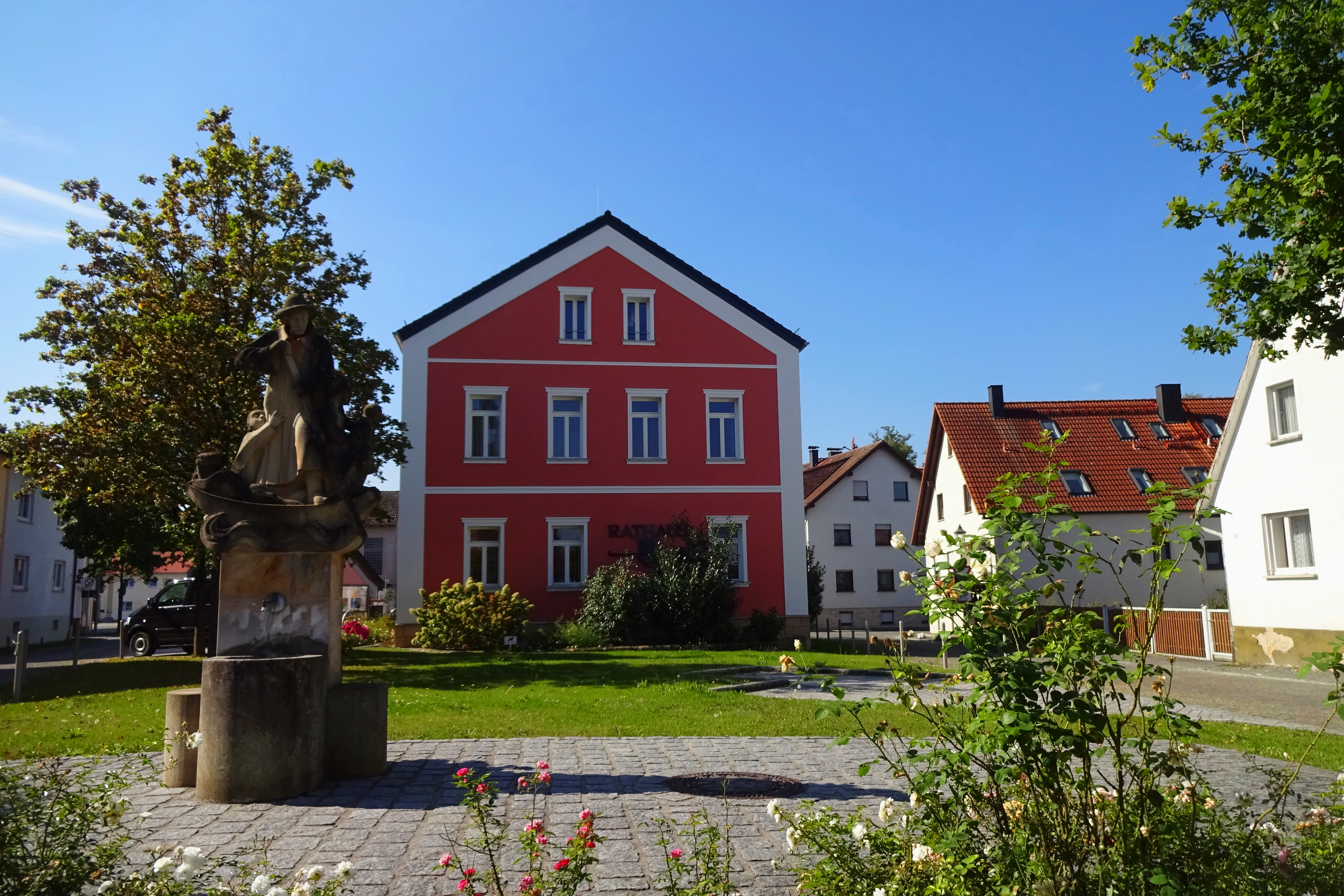
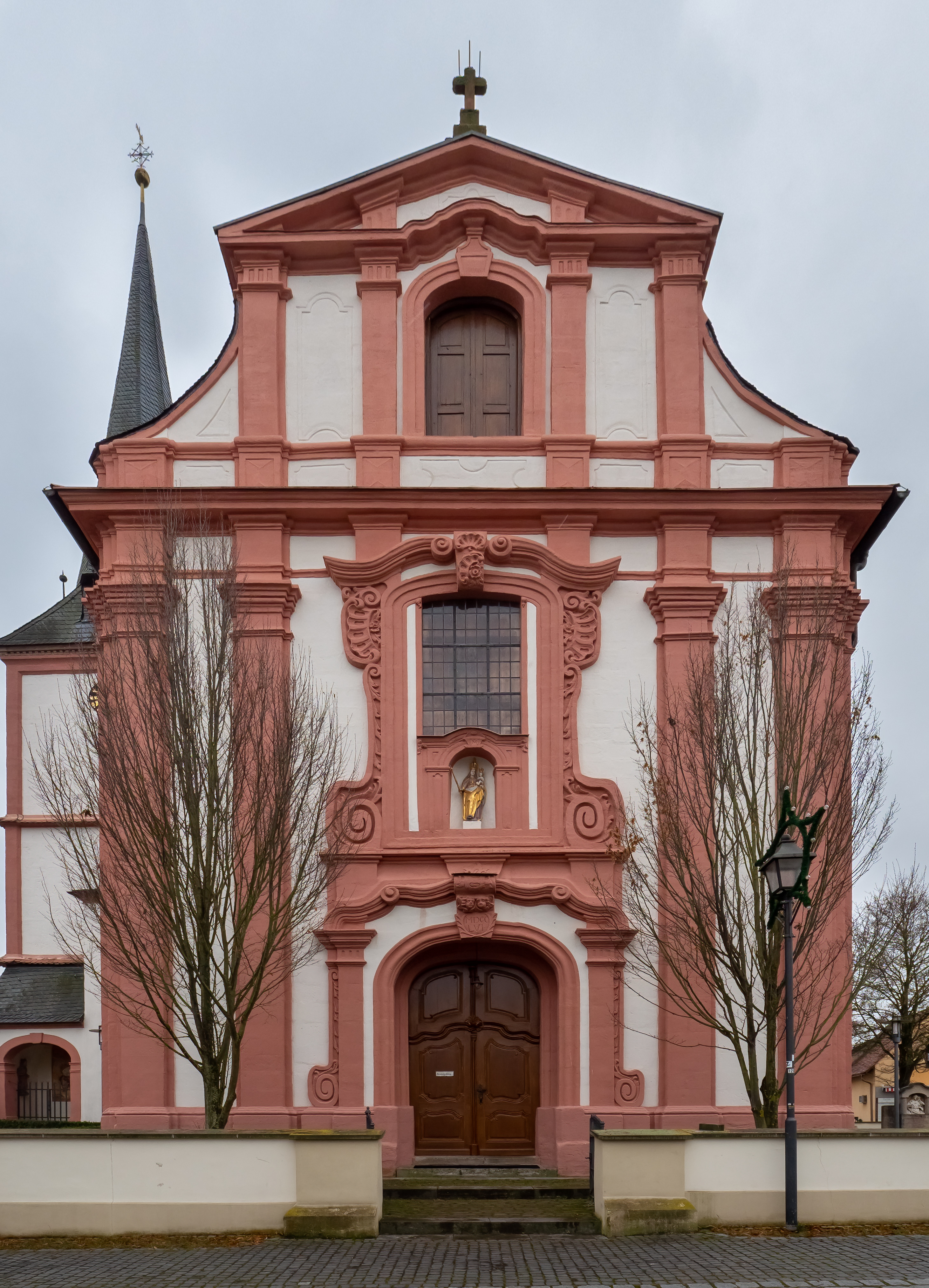
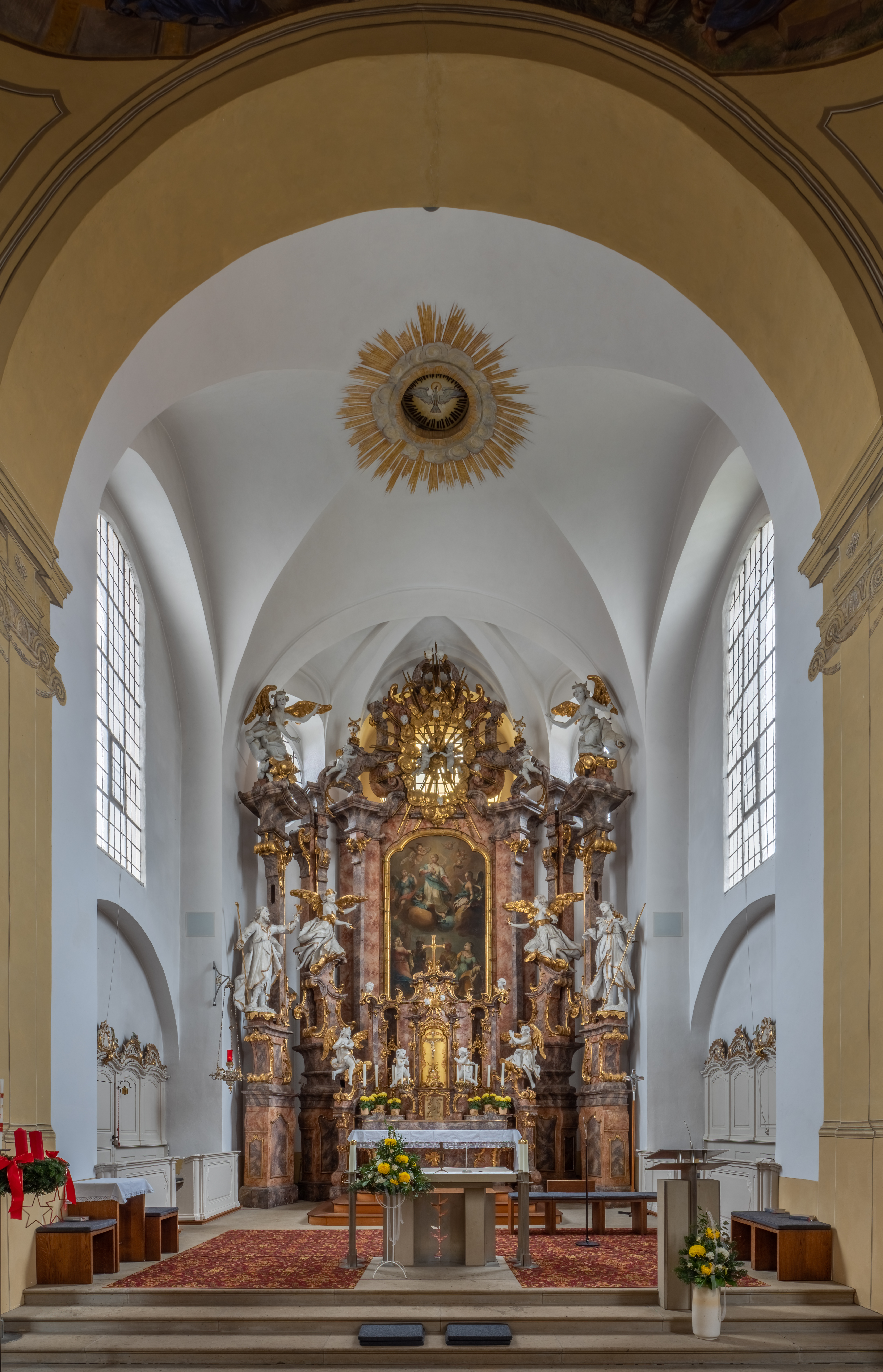
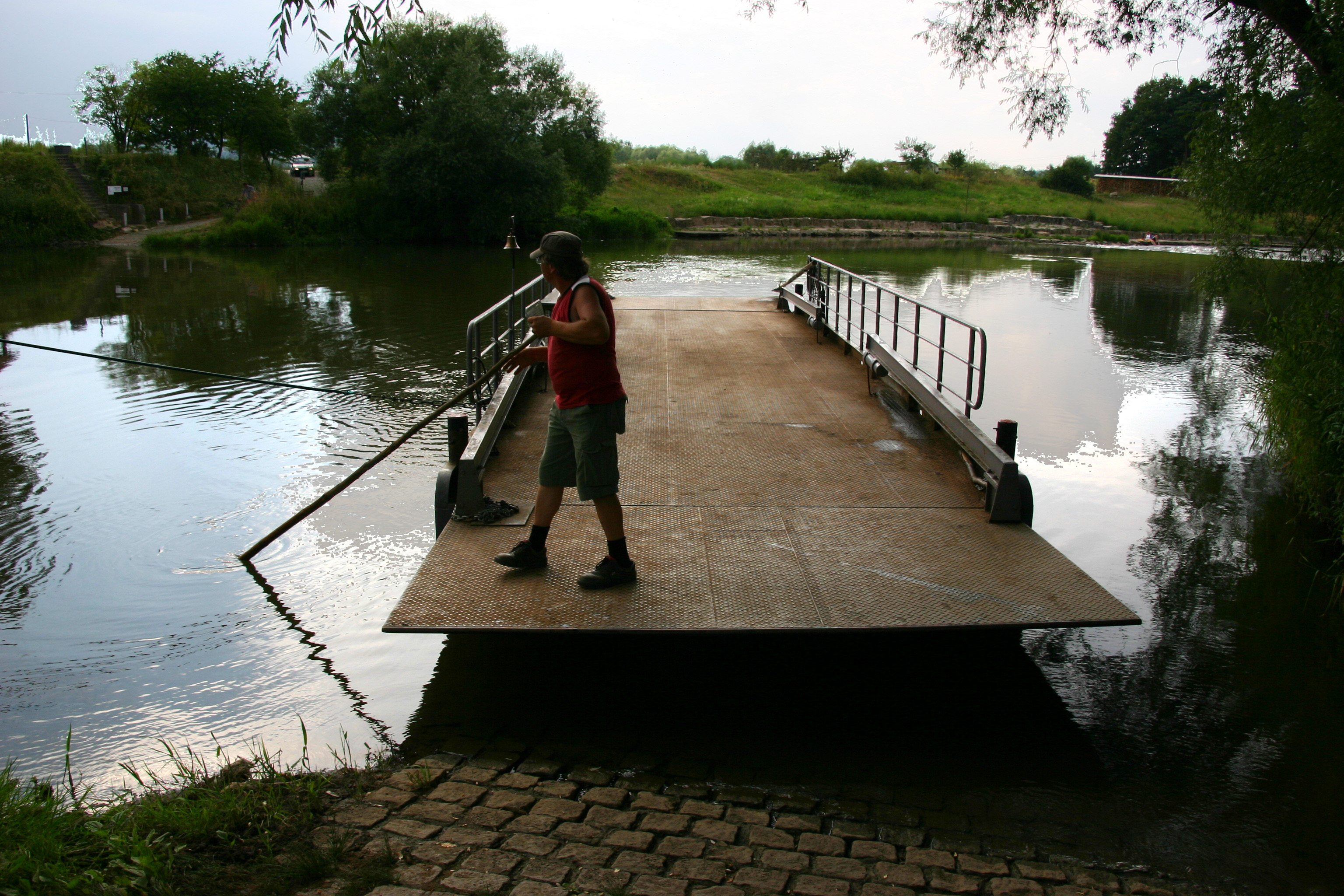
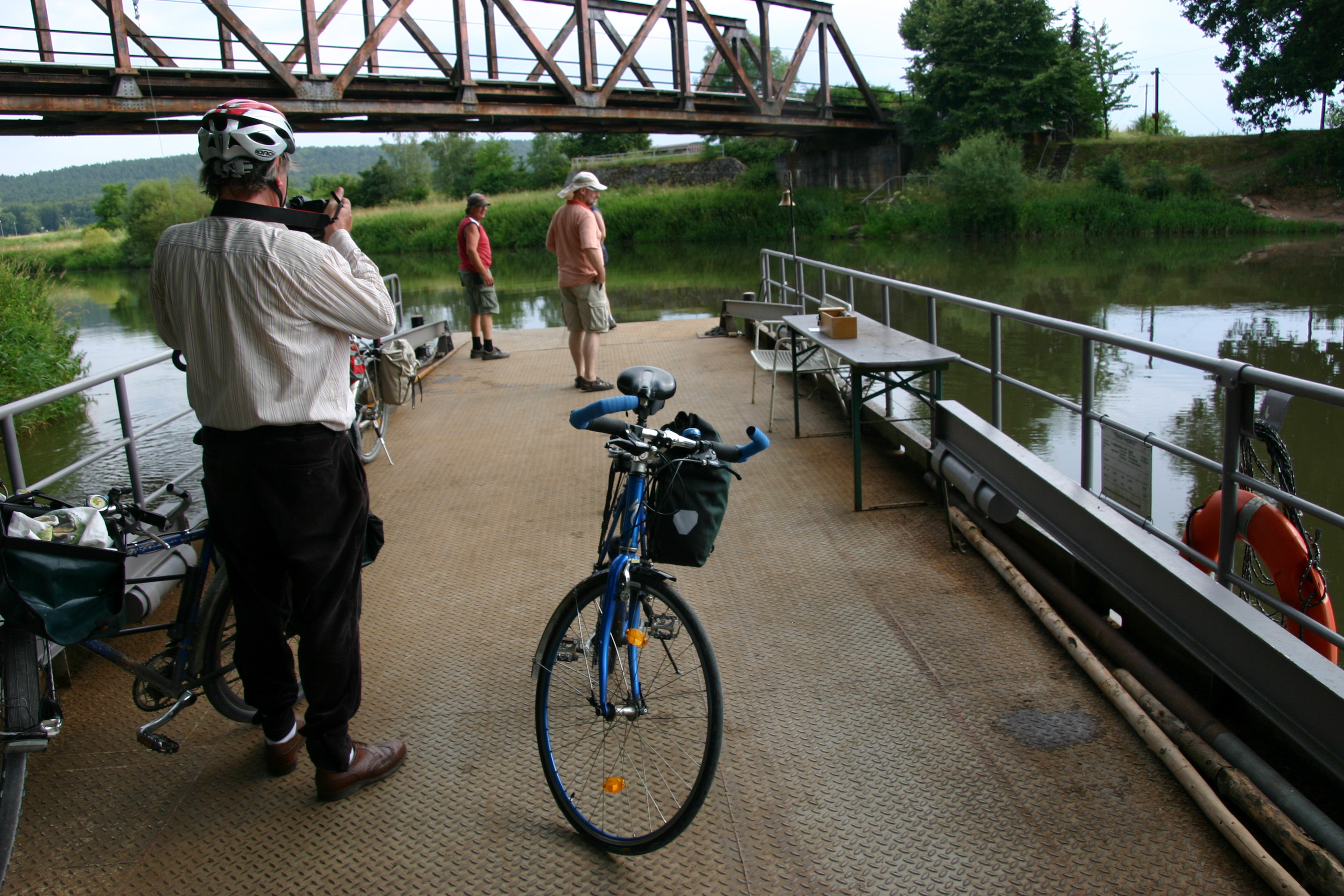
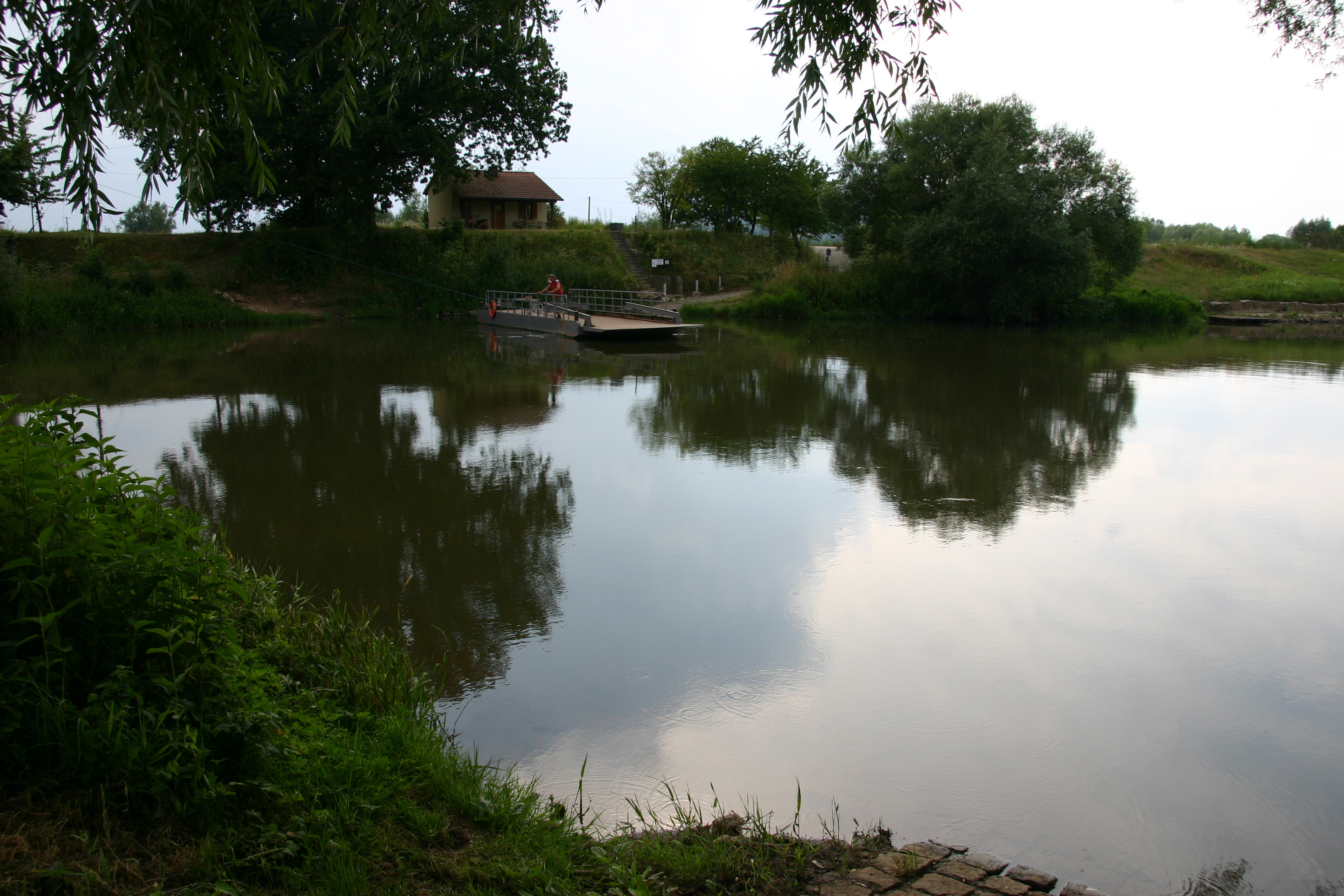